# (5059) Saroma
(5059) Saroma (1988 AF) – planetoida z pasa głównego asteroid okrążająca Słońce w ciągu 4,18 lat w średniej odległości 2,59 j.a. Odkryta 11 stycznia 1988 roku.